# Nuit bleue radiophonique
Pour les articles homonymes, voir Nuit bleue et Neva (homonymie).
Une nuit bleue radiophonique ou nuit d’entrée en vigueur des autorisations (NEVA) est, dans le vocabulaire du CSA, une nuit au cours de laquelle les fréquences des radios sont remaniées dans une région.
Lors d'une nuit bleue, tout ou partie des fréquences sont remises à plat. Initialement la totalité des émetteurs étaient coupés, ce n'est plus le cas actuellement, seuls sont arrêtés les émetteurs dont les caractéristiques techniques sont modifiées, changement de fréquence ou de site d'émission. Généralement la coupure est faite à 0 h 00 pour une remise en route à 4 h 00.